# Hiroki Endo Short Stories
Hiroki Endo Short Stories (jap. 遠藤浩輝短編集, Endō Hiroki tanpenshū) ist eine Sammlung von Manga-Kurzgeschichten des japanischen Zeichners Hiroki Endō, der durch die Manga-Serie Eden bekannt wurde. In zwei Sammelbänden sind sieben verschieden lange Kurzgeschichten enthalten, die Endo von 1996 bis 2001 kreierte. Alle richten sich vorwiegend an eine erwachsene, männliche Leserschaft, sind also der Seinen-Gattung zuzuordnen.

## Handlung
Krähen, das Mädchen und ein Yakuza (カラスと少女とヤクザ, karasu to shōjo to yakuza): Der Yakuza Aoki wird von einem eifersüchtigen Drogendealer angeschossen. Ein obdachloses Mädchen, das vor zwei Jahren aus einem Heim geflohen ist und mit verstoßenen Krähen zusammenlebt, findet und rettet ihn. Der Drogendealer will Aoki endgültig töten und kommt zur Behausung des Mädchens, bringt diese um und will auch den Yakuza töten, als ihn Krähen anfallen. Aoki nimmt eine Waffe und erschießt den Drogendealer und dessen Männer, die mit ihm mitgekommen sind. Als die Polizei am Tatort ankommt, ist der verletzte Aoki der einzige Überlebende. Die Krähen fressen das Mädchen auf.
Vielleicht, weil sie ein süßes Mädchen ist (きっとかわいい女の子だから, kitto kawaii onna no ko dakara): Die Schülerin Minako Tamura lebt alleine mit ihrem Vater, da ihre Mutter und ihr Bruder bei einem Autounfall starben. Der Vater will neu heiraten. Als Minako die Verlobte ihres Vaters trifft, greift sie die Frau auf der Straße mit einem Messer an, verletzt sie aber nicht. Minako tötet ihren Vater.
Für uns, die wir nicht an den lieben Herrgott glauben (神様なんて信じていない僕らのために, kamisama nante shin jitei nai bokura no tameni): Ist ein Theaterstück, welches in dieser Kurzgeschichte im Rahmen eines Schultheaters aufgeführt wird. Das Stück handelt von einem zum Tode verurteilten Serienmörder und der Konfrontation diesen mit den Hinterbliebenen seiner Opfer. Die Kurzgeschichte handelt davon wie sich die einzelnen Schauspieler mit ihren Figuren Identifizieren.
Hang: Shokichi und Megumi und ihr Bruder Fumihiko, dessen Gehirn nach einem fehlgeschlagenen Selbstmordversuch in einen Roboterkopf versetzt wurde, leben zusammen in einer Stadt, welche an mehreren riesigen Seilen am „Himmel festgemacht ist“. Im Lauf der Geschichte wird nicht erklärt warum dies so ist oder wie es funktioniert.
Highschoolgirl 2000 (女子高生2000, joshi kōsei 2000): Der Mangaka Endo erlebt mit 30 Jahren eine Midlife-Crisis. In Rückblicken erzählt er vom Beginn seiner Künstler-Karriere.
Platform (プラットホーム, purattohōmu): Takayuki Shinohara hat seine Mutter nie kennengelernt. Sein Vater Ryuzo ist ein mächtiger Yakuza, der mit einer anderen Frau eine Tochter mit dem Namen Asakura hat. Takayuki hasst die Macht seines Vaters und die Welt der Yakuza. Einzig mit dem Yakuza Shin Hidekazu ist er befreundet. Als Shin ermordet wird, rächt sich Takayuki, indem er Beweismaterial an die Polizei weitergibt.
Boys Don’t Cry: In dieser sechsseitigen Kurzgeschichte ist der männliche Protagonist unglücklich verliebt.

## Veröffentlichungen
Kōdansha publizierte im April 1998 einen ersten Kurzgeschichtenband in Japan. Das erste Buch beinhaltet drei Kurzgeschichten. Ein zweites, mit vier Kurzgeschichten, folgte im September 2001.
Alle Geschichten außer dem kurzen Boys Don’t Cry sind vor der Buchveröffentlichung bereits in Manga-Magazinen des Verlages erschienen. So waren Krähen, das Mädchen und ein Yakuza, Vielleicht, weil sie ein süßes Mädchen ist, Für uns, die wir nicht an den lieben Herrgott glauben und Platform zwischen 1996 und 1997 im Afternoon zu lesen, in dem unter anderem auch Endos Eden veröffentlicht wird. Highschoolgirl 2000 erschien 1999 im Afternoon Season Zōkan, einem Schwestermagazin des Afternoon; im selben Magazin war Hang 2000 zu lesen.
Die beiden Bände wurden auch in Taiwan, Italien, Frankreich, Deutschland und in den USA veröffentlicht. Egmont Manga & Anime brachte die deutschsprachige Übersetzung der zwei Sammelbände im Oktober 2003 und im Juni 2004 heraus.